# ساحلین (تونس)
ساحلین (به عربی: الساحلین) یک شهرک در تونس است که در استان منستیر واقع شده‌است. ساحلین ۱۹٬۰۱۳ نفر جمعیت دارد.